# Lisa Andersson
Agneta Liselotte Andersson (conocida como Lisa Andersson; Malmö, 31 de agosto de 1961) es una deportista sueca que compitió en tiro con arco, en la modalidad de arco recurvo.
Ganó una medalla de bronce en el Campeonato Mundial de Tiro con Arco al Aire Libre de 1983 y tres medallas en el Campeonato Europeo de Tiro con Arco en Sala, en los años 1983 y 1987.
Participó en dos Juegos Olímpicos de Verano, en los años 1984 y 1988, ocupando el séptimo lugar en Seúl 1988, en la prueba de equipo.

## Palmarés internacional
| Campeonato Mundial al Aire Libre | Campeonato Mundial al Aire Libre | Campeonato Mundial al Aire Libre | Campeonato Mundial al Aire Libre |
| Año                              | Lugar                            | Medalla                          | Prueba                           |
| -------------------------------- | -------------------------------- | -------------------------------- | -------------------------------- |
| 1983                             | Los Ángeles (Estados Unidos)     | Medalla de bronce                | Individual                       |
| Campeonato Europeo en Sala       |                                  |                                  |                                  |
| Año                              | Lugar                            | Medalla                          | Prueba                           |
| 1983                             | Falun (Suecia)                   | Medalla de bronce                | Equipo                           |
| 1987                             | París (Francia)                  | Medalla de plata                 | Individual                       |
| 1987                             | París (Francia)                  | Medalla de bronce                | Equipo                           |